# Maldamore (singolo)
Maldamore è un singolo della cantante italiana Simona Molinari, pubblicato il 23 marzo 2018.

## Tracce
- Download digitale

1. Maldamore – 2:46